# Idiota y diminuto
Idiota y diminuto fue una revista de historietas a modo de fanzine editada entre 1997 y 2001 por la Asociación Cultural La Más Bella, cuyos socios fundadores habían sido Pepe Murciego, Diego Ortiz y Juanjo el Rápido, dirigiendo este último la publicación. 
Tal y como reconocían sus fundadores, se vendía más en las tiendas de museos como el IVAM o el MACBA que en las librerías de cómic.
En 1999 obtuvo el premio al mejor fanzine en el Salón Internacional del Cómic de Barcelona, siendo nominada también al año siguiente. Juanjo el Rápido la dejaría para fundar "TOS", junto a Nacho Casanova.

## Contenido
| Números | Título                                  | Autoría                    | Tipo |
| ------- | --------------------------------------- | -------------------------- | ---- |
| 1       | Madrid 1978                             | Javier Olivares            |      |
| 1       | El aeroplano loco                       | Juanjo el rápido           |      |
| 1       | Ciudad pañuelo                          | Juan Berrio                |      |
| 1       | Los viejos recuerdos                    | Rubén Martínez             |      |
| 1       | Yo os enseñaré la vida de la mente      | Juanjo el rápido           |      |
| 1       | Infierno                                | Jesús Gras/Javier Olivares |      |
| 1       | Blowmum - Amanda Mix -                  | Miguel Ángel Martín        |      |
| 1       | Cabo Ferro                              | Manolo Hidalgo             |      |
| 1       | ¡Qué extrañas son a veces las personas! | Luis Bustos                |      |